# Haute-Provence info
Haute-Provence info est un journal hebdomadaire français axé sur l'information dans le département des Alpes-de-Haute-Provence et le Haut-Var. C'est un journal de proximité avec près de 50 correspondants locaux. Il est le 2e journal du département après le quotidien La Provence. Il est habilité à publier les annonces légales et judiciaires.  
Première une sous le nom de l'Action Paysanne le 25 avril 1937, il devient Haute-Provence Info en 1994. Il est édité depuis le 1er juillet 2009 par la société Haute-Provence Info. Il paraît tous les vendredis et s'achète en kiosque ou sur abonnement. Le journal est imprimé par MOP (Méditerranée Offset Presse) à Vitrolles

## Caractéristiques
- 16 à 24 pages d'actualités locales en kiosques tous les vendredis matins
- L’info départementale organisée autour des territoires et leur ville centre en remontant la Durance
- Chaque secteur possède sa couleur dédiée pour une bonne compréhension
- Un complément d’information 7j/7 en ligne sur www.hauteprovenceinfo.com